# 大橋万峰
大橋 万峰（おおはし まんぽう、1860年（安政7年） - 1943年（昭和18年）は、美濃国出身の日本画家である。本名は鎌三郎。大橋翠石の兄。

## 生い立ち
美濃国安八郡大垣北新58番戸（現・岐阜県大垣市新町2丁目）に大橋亀三郎、さとの長男として生まれた。兄弟は5歳年下の卯三郎（大橋翠石）と7歳年下、妹のゑ津がいる。
生家は紺屋を業としており、職人十数名を抱える資産家であった。大橋家は、家業との関連もあり画を好み、清の画家、胡公寿の門人、朱印然を家に留め画を学ぶほどであった。　後、鎌三郎は家業を継いだが、独学で画を極め「万峰」（萬峰ともあり）と号した。
家業の紺屋と画家の二足の草鞋だったため専業画家のような華やかさは無かったが、地方に根付いた活動をしていた。そのひとつが地元の大垣祭の際に使われる夜宮の提灯デザインだったという。

## 作風
虎の画を多く描いたが、翠石の猛々しい虎の画と比べ、どことなく優しく憎めない印象がある。

## 作品画像

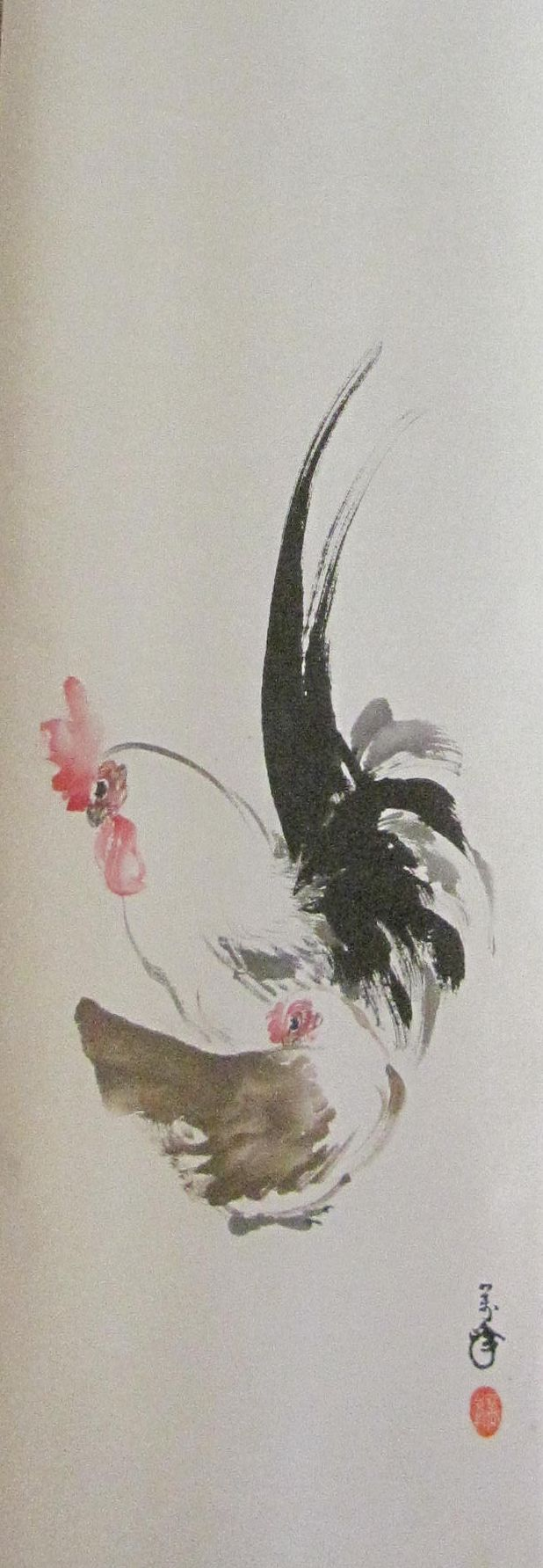
雌雄鶏ノ図 掛軸 1300×330
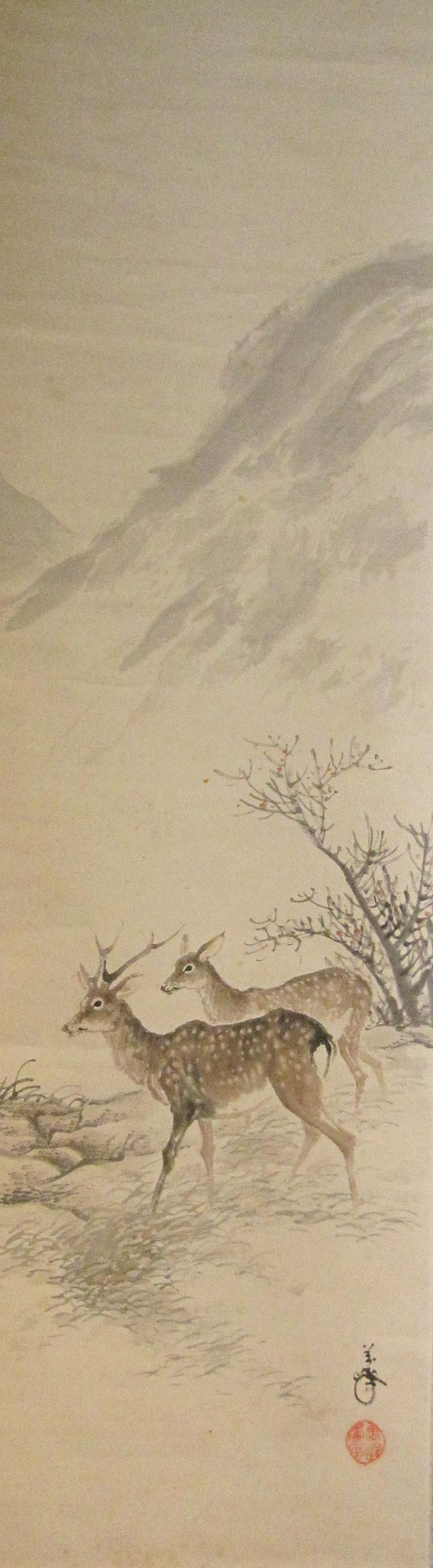
雌雄鹿ノ図 掛軸 1270×340
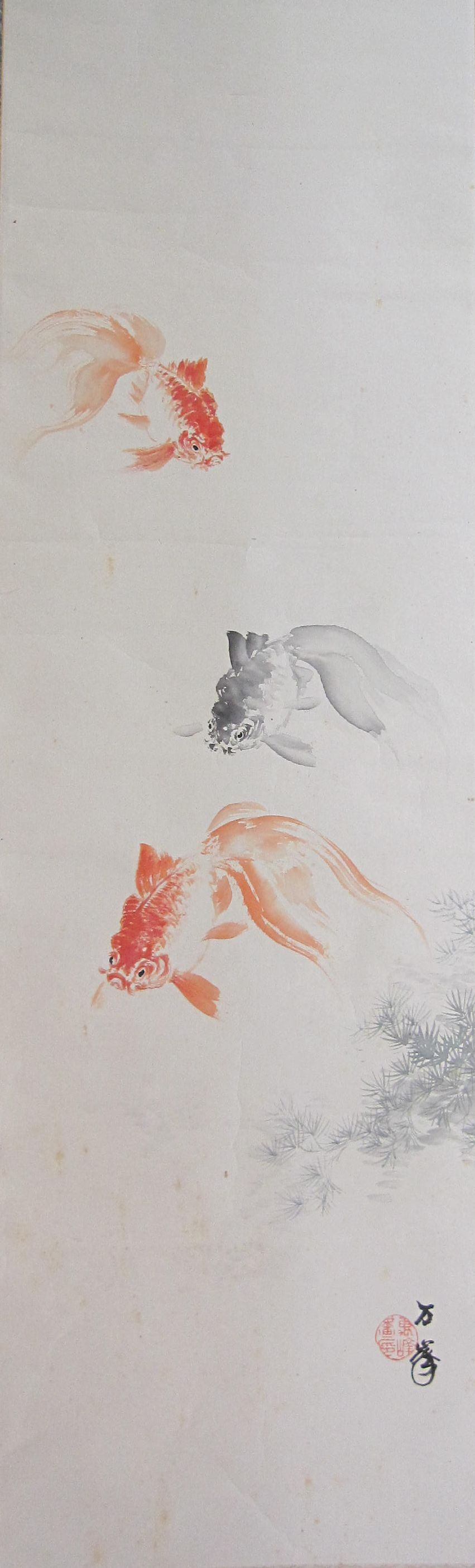
金魚ノ図 掛軸 1320×300